# Garrebourg
Garrebourg là một xã trong vùng Grand Est, thuộc tỉnh Moselle, quận Sarrebourg, tổng Phalsbourg. Tọa độ địa lý của xã là 48° 42' vĩ độ bắc, 07° 14' kinh độ đông. Garrebourg nằm trên độ cao trung bình là 390 mét trên mực nước biển, có điểm thấp nhất là 215 mét và điểm cao nhất là 491 mét. Xã có diện tích 8,34 km², dân số vào thời điểm 2004 là 494 người; mật độ dân số là 58,8 người/km². Xã nằm khoảng 14 km về phía đông của Sarrebourg, thuộc Pháp từ năm 1661.

## Thông tin nhân khẩu
| 1962 | 1968 | 1975 | 1982 | 1990 | 1999 |
| ---- | ---- | ---- | ---- | ---- | ---- |
| 473  | 479  | 536  | 518  | 518  | 496  |